# Formuladeildin (2008)
W 2008 roku odbyła się 65. edycja Formuladeildin – pierwszej ligi Wysp Owczych. Udział w niej brało 10 zespołów, całe rozgrywki trwały od kwietnia do października 2008 roku. Obrońcą tytułu był po raz pierwszy w swej historii klub NSÍ Runavík. W miejsce zespołów, które odpadły w 2007 roku – AB Argir i VB/Sumba – weszły dwa najlepsze kluby z drugiej ligi – ÍF Fuglafjørður oraz B68 Toftir.

## Tabela ligowa
| Poz. | Klub                | M  | Pkt. | Mecze | Mecze | Mecze | Bramki | Bramki |
| Poz. | Klub                | M  | Pkt. | zw.   | rem.  | por.  | zdob.  | str.   |
| ---- | ------------------- | -- | ---- | ----- | ----- | ----- | ------ | ------ |
| 1    | EB/Streymur         | 27 | 55   | 17    | 4     | 6     | 54     | 33     |
| 2    | HB Tórshavn         | 27 | 49   | 14    | 7     | 6     | 57     | 22     |
| 3    | B36 Tórshavn        | 27 | 48   | 14    | 6     | 7     | 33     | 24     |
| 4    | NSÍ Runavík         | 27 | 47   | 14    | 5     | 8     | 41     | 33     |
| 5    | Víkingur Gøta       | 27 | 42   | 12    | 6     | 9     | 42     | 32     |
| 6    | B68 Toftir          | 27 | 36   | 11    | 3     | 13    | 24     | 38     |
| 7    | ÍF Fuglafjørður     | 27 | 31   | 9     | 4     | 14    | 32     | 46     |
| 8    | KÍ Klaksvík         | 27 | 28   | 7     | 7     | 13    | 31     | 39     |
| 9    | B71 Sandoy          | 27 | 23   | 6     | 5     | 16    | 26     | 47     |
| 10   | Skála Ítróttarfelag | 27 | 19   | 4     | 7     | 16    | 22     | 48     |

| Legenda:                          |
| Eliminacje Ligi Mistrzów          |
| Eliminacje Pucharu UEFA           |
| Eliminacje Pucharu Intertoto UEFA |
| Mecz o pozostanie w lidze         |
| Spadek                            |

## Strzelcy
Królem strzelców turnieju z roku 2008 został Farerczyk Arnbjørn Hansen, rozgrywający mecze na pozycji napastnika w klubie EB/Streymur. Zdobył 20 goli
| Miejsce | Kraj        | Zawodnik                 | Klub                             | Bramki |
| ------- | ----------- | ------------------------ | -------------------------------- | ------ |
| 1.      | Wyspy Owcze | Arnbjørn Hansen          | EB/Streymur                      | 20     |
| 2.      | Wyspy Owcze | Andrew av Fløtum         | HB Tórshavn                      | 15     |
| 3.      | Wyspy Owcze | Hans Pauli Samuelsen     | EB/Streymur                      | 12     |
| 4.      | Brazylia    | Rodrigo Silva            | KÍ Klaksvík                      | 11     |
| 5.      | Wyspy Owcze | Bartal Eliasen           | ÍF Fuglafjørður                  | 9      |
|         | Wyspy Owcze | Andreas Olsen            | Víkingur Gøta                    | 9      |
| 7.      | Węgry       | Károly Potemkin          | B36 Tórshavn (4) NSÍ Runavík (4) | 8      |
|         | Wyspy Owcze | Øssur Dalbúð             | NSÍ Runavík                      | 8      |
| 8.      | Wyspy Owcze | Jákup á Borg             | B36 Tórshavn (3) HB Tórshavn (4) | 7      |
|         | Brazylia    | Clayton Soares           | B71 Sandoy                       | 7      |
|         | Wyspy Owcze | Bárður Olsen             | EB/Streymur                      | 7      |
|         | Wyspy Owcze | Christian Høgni Jacobsen | HB Tórshavn                      | 7      |
|         |             | ...                      |                                  |        |

## Sędziowie
Następujący arbitrzy sędziowali poszczególne mecze Formuladeildin 2008:
| Nr  | Sędzia               | Mecze |
| --- | -------------------- | ----- |
| 1.  | Petur Reinert        | 21    |
| 2.  | Páll Aug             | 6     |
| 3.  | Dagfinn Olsen        | 18    |
| 4.  | Rúni Gaardbo         | 16    |
| 5.  | Jens Petur Brattalíð | 6     |
| 6.  | Lars Müller          | 18    |
| 7.  | Rasin Djurhuus       | 21    |
| 8.  | Eiler Rasmussen      | 16    |
| 26. | Bárður Mortensen     | 1     |
| ?   | Georg Rasmussen      | 5     |
|     | Dag Vidar Hafsås     | 1     |
|     | Einar Örn Danielson  | 1     |